# Style victorien
Cet article concerne la mode. Pour l'architecture, voir Architecture victorienne.

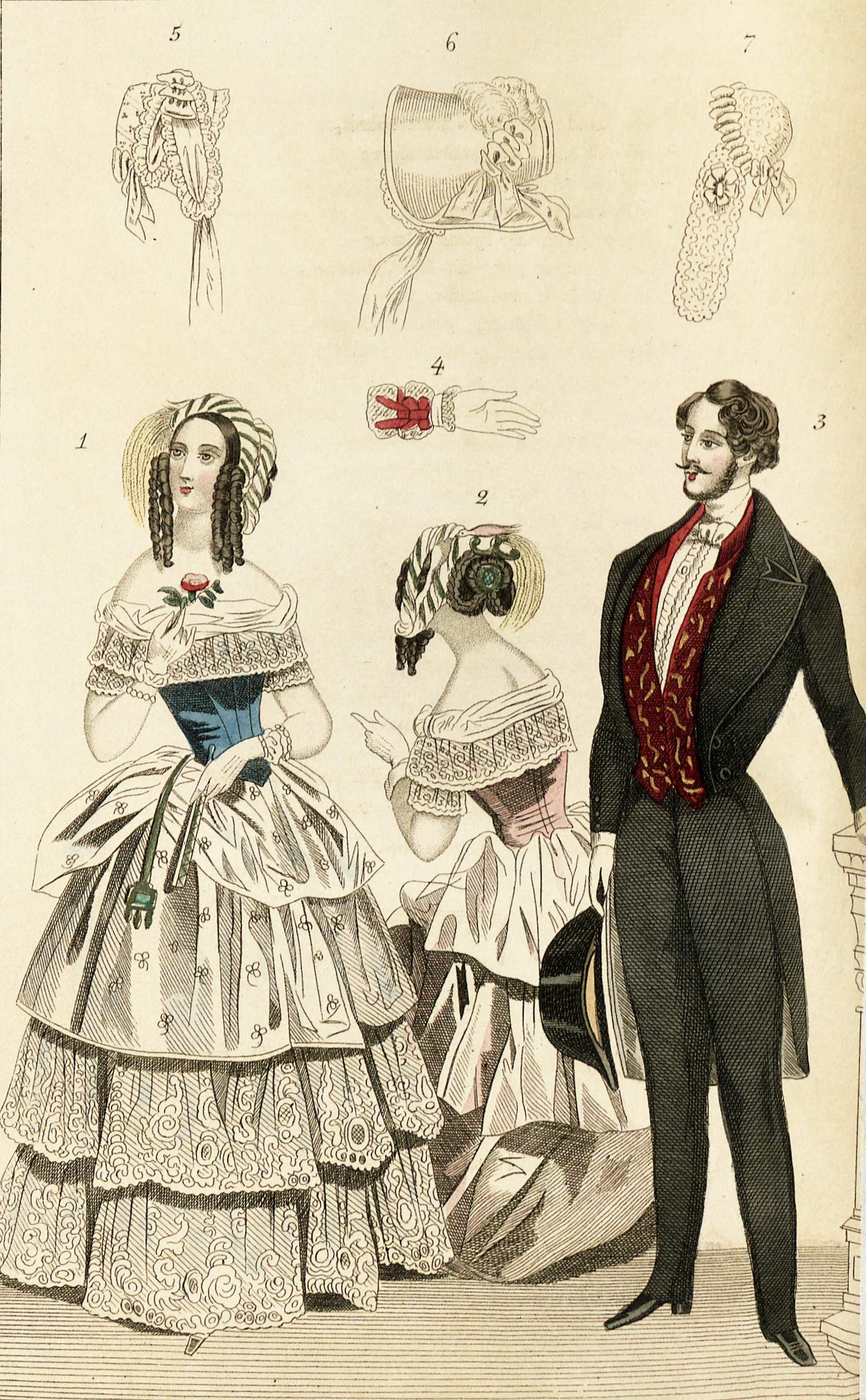
Illustration dépeignant les habits à la mode pour femme et pour homme, y compris gant et bonnet (1844).

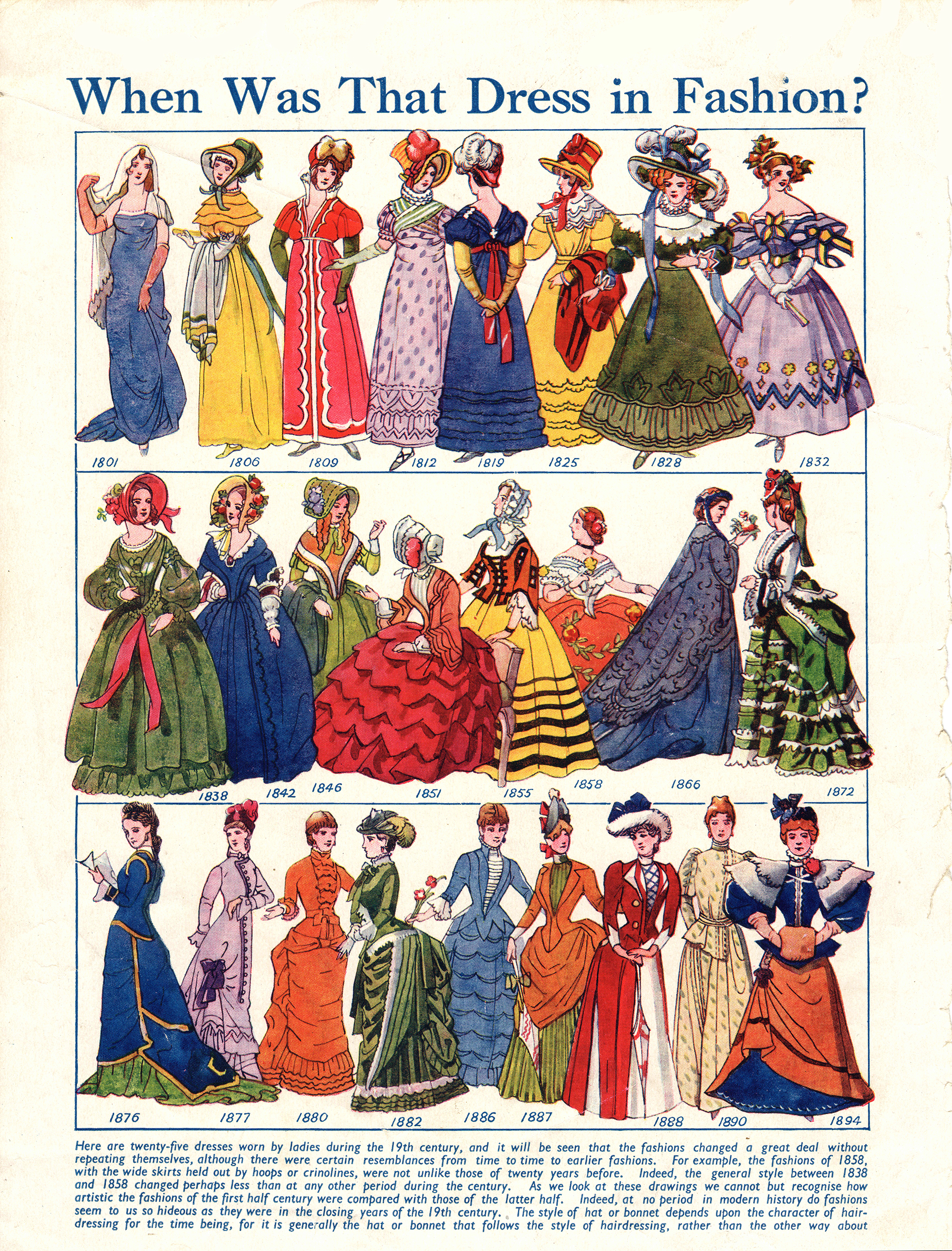
Illustration des modes féminines du 19ème siècle.

Le terme style victorien renvoie à des modes et des tendances d'une époque de la culture britannique dénommée ère victorienne d'après la reine Victoria (1819-1901) et qui coïncide avec son règne qui dure de juin 1837 à janvier 1901. Durant ce règne de plus de 60 ans, la reine influence outre le style vestimentaire l’architecture, la littérature, les arts décoratifs et les arts visuels[Comment ?]. 
En 1807, la fabrication des vêtements dans des usines et leur vente en grande quantité dans des magasins à prix fixe s'accelère. La couture à domicile est encore présente, mais décline. Les nouvelles machines changent la façon de fabriquer des vêtements. 
L'introduction de la machine à coudre[Quand ?] permettant de créer, vers le milieu du XIXe siècle, un « point de couture bloqué » simplifie la fabrication de vêtements à la maison et dans les boutiques. Cette avancée mécanique facilite la pose sur les vêtements de différentes décorations difficiles à réaliser manuellement. Les machines à fabriquer la dentelle permettent d'abaisser notablement le coût de celle-ci, ce qui la rend populaire. 
Parmi les nouveaux matériaux en provenance de pays lointains faisant partie de l'Empire britannique figure le caoutchouc qui sert à fabriquer les bottes en caoutchouc et les manteaux mackintosh. Des chimistes mettent au point des teintures synthétiques plus brillantes et résistantes que les naturelles.

## Mode féminine

### Robes

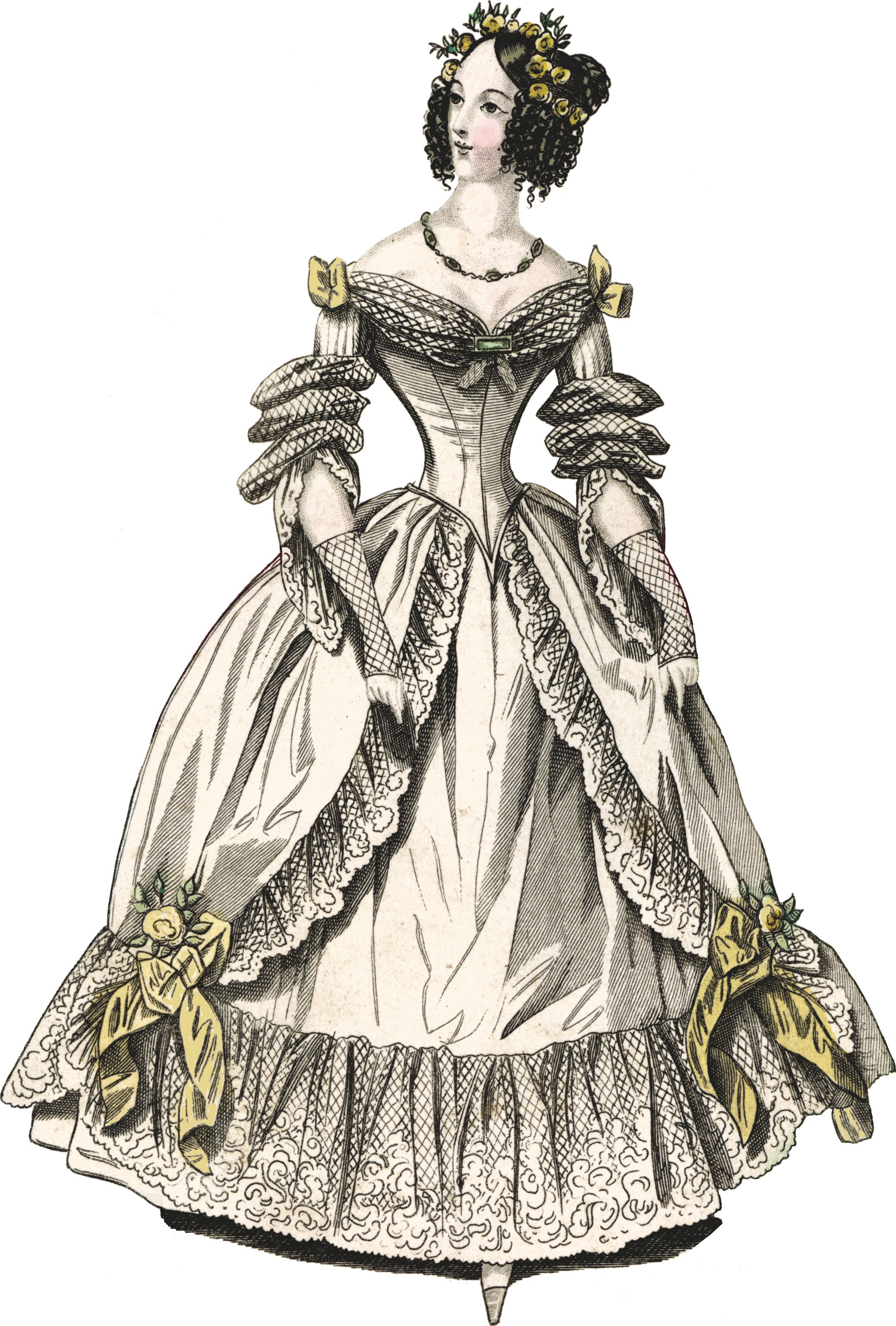
Robe du soir (1832).

Au cours des années 1840 et 1850, les robes des femmes adoptent des épaules étroites et tombantes, des tailles affinées en triangle pointant vers le bas et des jupes en forme de cloche. Les sous-vêtements se composent d’un corset, d’une jupe tombant jusqu’aux chevilles et de plusieurs couches de jupons à volants. Vers 1850, le nombre de jupons diminue pour faire place à la crinoline et la taille des jupes augmente. Les robes de jour comportent un corselet uni tandis que les robes du soir sont largement décolletées et laissent les épaules dénudées. Un châle et des gants recouvrant l’avant-bras jusqu’au-dessus du coude complétent alors la tenue.
Les années 1860 voient les jupes s’aplatir sur le devant et s’arrondir dans le dos. Les manches pagodes et les cols hauts agrémentés de dentelle frivole sont de rigueur la journée. Les robes du soir, profondément décolletées et dotées de manches courtes, sont portées avec des gants courts ou des mitaines en crochet. À partir des années 1870, les robes d’intérieur perdent leur corset pour les occasions informelles et la tournure remplace la crinoline.
À la fin du XIXe siècle, les vêtements se simplifient : tournure et crinoline disparaissent et les robes sont portées moins serrées. Le corset subsiste mais s’allonge, donnant aux femmes une silhouette légèrement en S. Les jupes prennent la forme d’une trompette, étroitement ajustées au-dessus des hanches, serrées à la taille et s’évasant au-dessus du genou. Parallèlement se popularisent des gammes de vêtements destinées à la pratique sportive : le vélo, le tennis, la natation...

### Chapeaux

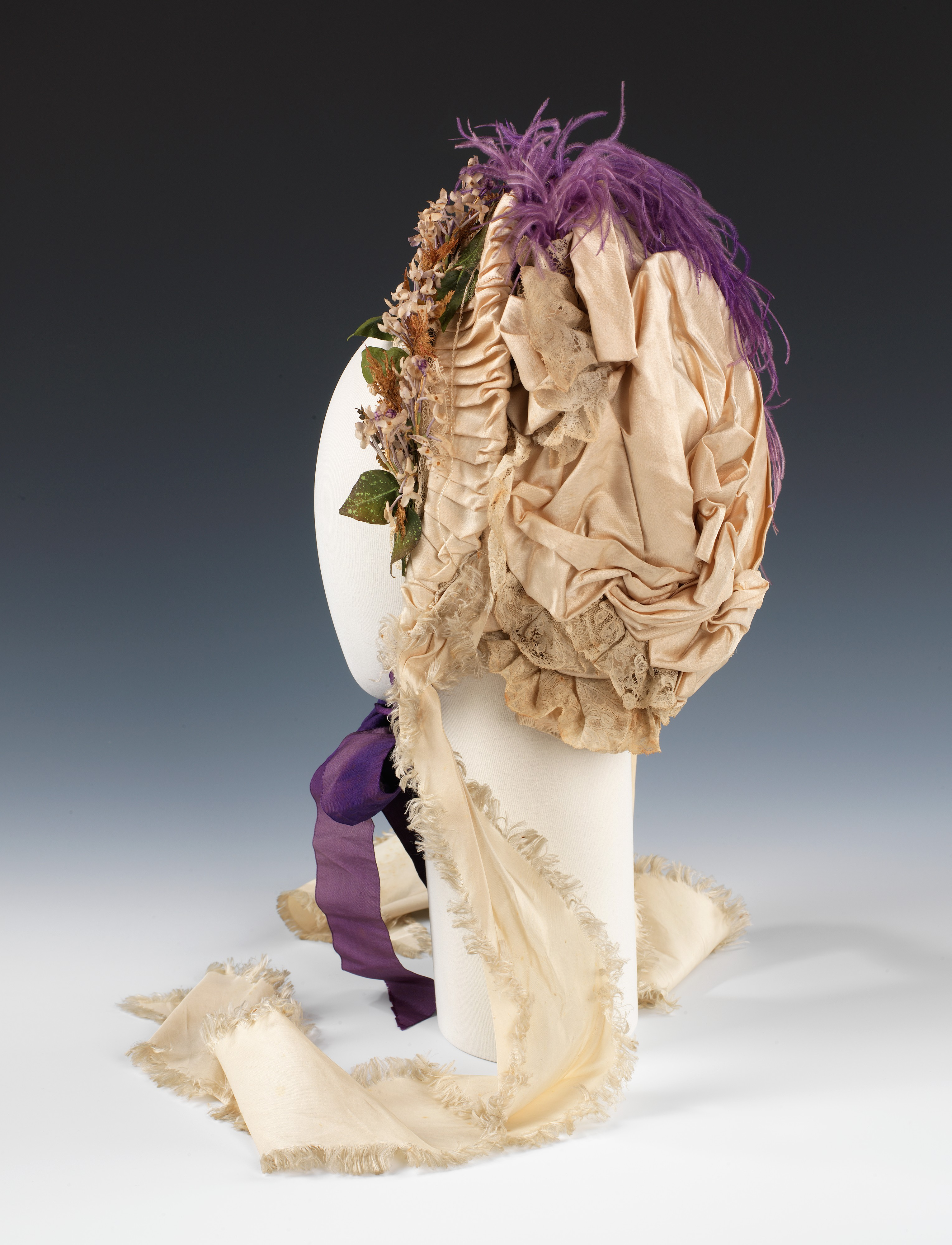
Parure de tête à bride de type capote garnie de fleurs et de plumes, ère victorienne, Grande Bretagne, vers 1870.

Pendant les premières décennies de l’ère victorienne, les jupes volumineuses, soutenues par des armatures à cerceaux, constituent l’élément principal de la tenue. Les chapeaux, alors destinés à souligner la silhouette sans distraire le regard, restent discrets tant par leur taille que par leur aspect. L’« invisible », porté à la fin de la Régence et dont les bords circulaires répondaient à la forme de cloche des jupes, s’allongea jusqu’à rendre invisible le visage de la femme qui le portait. 
Vers 1870, la silhouette s’affinant, les chapeaux se font plus petits, perchés au-dessus du front et orientés vers l’avant. Les coiffures se font alors plus complexes et des postiches frisés viennent ajouter du volume aux cheveux naturels.
À la fin de la période, la silhouette de rigueur se rapproche d’un triangle posé sur la pointe et le chapeau à larges bords fait son apparition. Il se couvre alors de compositions de fleurs de soie, de rubans et de plumes exotiques, dont les plus recherchées proviennent des Everglades de Floride, qui voient leurs populations d’oiseaux pratiquement exterminées à cette occasion.

## Mode masculine
Pendant les années 1840, les hommes adoptent un style classique-chic, en portant des redingotes étroites tombant à mi-mollet et des gilets à une ou trois rangées de boutons, se terminant souvent par deux pointes au niveau de la taille. Pour les occasions plus formelles, un frac accompagne un pantalon léger en journée; le soir, le queue-de-pie est de rigueur. Les chemises, à col bas, sont faites de lin ou de coton. Une large cravate ou un foulard ainsi qu’un haut-de-forme, à larges bords en été, complètent l’ensemble. 
À partir de 1850, les hommes commencent à porter des chemises à cols hauts agrémentées de cravates nouées en nœud papillon. Les classes supérieures conservent leurs hauts-de-forme tandis que les classes moyennes adoptent le chapeau melon.
La décennie suivante voit l’apparition de cravates larges nouées lâchement et retenues par une épingle. Les redingotes sont raccourcies aux genoux et une veste à mi-cuisse les remplace pour les occasions peu formelles.
Au cours des années 1870, le costume trois pièces se généralise et le plastron fait son apparition. Fracs et vestes raccourcissent. 
À la fin du XIXe siècle, le blazer se propage comme tenue sportive et informelle.
Pendant toute la période, les hommes portent les cheveux courts et, souvent, la moustache, la barbe et des rouflaquettes. Les visages rasés ne réapparaissent qu’à la fin des années 1880.

## Tenues de deuil de l'ère victorienne
La couleur traditionnellement associée au deuil en Grande-Bretagne est le noir. Le processus, dont le nombre d’étapes à observer et la durée de chacune d’entre elles, en est strictement codifiés selon la proximité et le type de liens unissant l’endeuillé au défunt. Le premier deuil peut durer jusqu’à dix-huit mois au cours desquels les proches portent exclusivement des vêtements de bombasine noire couverts de crêpe, sans bijoux ni rubans. Puis vient le second deuil, le deuil ordinaire et enfin le demi-deuil, où le gris, le mauve et le violet remplacent le noir. Pour les hommes, le code vestimentaire est moins strict et la durée du deuil beaucoup plus courte que pour les femmes – un veuf ne porte le deuil que trois mois contre quatre ans pour une veuve. Les femmes qui observent l’étiquette dans toute sa rigueur bénéficient du plus grand respect, à commencer par la reine Victoria elle-même. 
Les femmes des classes moyennes et populaires s’efforcent de porter le deuil autant que leurs moyens le permettent et teignent fréquemment leurs robes de tous les jours en noir.

## Survivance
La mode victorienne subsiste à l'époque contemporaine à travers les robes de mariée occidentales ainsi que les courants steampunk, gothique et rivethead.